# Yezoceryx breviculus
Yezoceryx breviculus är en stekelart som beskrevs av Wang 1982. Yezoceryx breviculus ingår i släktet Yezoceryx och familjen brokparasitsteklar. Inga underarter finns listade i Catalogue of Life.